# Ali Abdelmouaty
Ali Abdelmouaty (ur. 25 czerwca 1995) – egipski judoka. 
Uczestnik mistrzostw świata w 2022. Startował w Pucharze Świata w 2015. Złoty medalista igrzysk afrykańskich w 2019 i srebrny w 2015. Brązowy medalista mistrzostw Afryki w 2021 roku.